# Sitalces albipennis
Sitalces albipennis är en insektsart som beskrevs av Bruner, L. 1910. Sitalces albipennis ingår i släktet Sitalces och familjen gräshoppor. Inga underarter finns listade i Catalogue of Life.